# The Manish Boys
The Manish Boys var det band som David Bowie 1964 gick över till efter sin medverkan i The King Bees. The Manish Boys gav ut singeln "I Pity the Fool" och på B-sidan av denna tog Bowie sitt första steg som låtskrivare med "Take My Tip". Medlemmarna var David Bowie -sång, Wolf Byrne -saxofon, John Flux -gitarr, Mick Whitehead -trummor, John Watson -basgitarr, Paul Rodriguez -saxofon och Bob Solly -orgel.